# Premis Gaudí de 2016
La vuitena edició dels Premis Gaudí es va celebrar el 31 de gener de 2016 a l'auditori del Fòrum. Els premis van ser lliurats per l'Acadèmia del Cinema Català en una cerimònia presentada per Rossy de Palma.
El premi Gaudí d'Honor del 2016 va ser atorgat a l'actriu Rosa María Sardà. Per motius de salut va ser el seu fill Pol Mainat qui va recollir el premi en nom de mans de la presidenta de l'Acadèmia del cinema català Isona Passola.

## Premis i nominacions
La llista de nominacions la van fer pública els actors Àgata Roca i Miki Esparbé el 30 de desembre del 2015 en una lectura pública a l'auditori de La Pedrera.

### Gaudí d'Honor-Miquel Porter
- Rosa Maria Sardà[4]

### Millor pel·lícula
| Pel·lícula                          | Direcció         |
| ----------------------------------- | ---------------- |
| El camí més llarg per tornar a casa | Sergi Pérez      |
| Barcelona, nit d'hivern             | Dani de la Orden |
| L'adopció                           | Daniela Fejerman |
| Un dia perfecte per volar           | Marc Recha       |

### Millor pel·lícula en llengua no catalana
| Pel·lícula             | Direcció            |
| ---------------------- | ------------------- |
| Truman                 | Cesc Gay            |
| Anacleto: Agent secret | Javier Ruiz Caldera |
| El Rey de La Habana    | Agustí Villaronga   |
| La novia               | Paula Ortiz Álvarez |

### Millor direcció
| Director          | Pel·lícula                          |
| ----------------- | ----------------------------------- |
| Cesc Gay          | Truman                              |
| Agustí Villaronga | El Rey de La Habana                 |
| Dani de la Orden  | Barcelona, nit d'hivern             |
| Sergi Pérez       | El camí més llarg per tornar a casa |

### Millor guió
| Guionista                                | Pel·lícula                          |
| ---------------------------------------- | ----------------------------------- |
| Cesc Gay i Tomàs Aragay                  | Truman                              |
| Agustí Villaronga                        | El Rey de La Habana                 |
| Eduard Sola Daniel González Eric Navarro | Barcelona, nit d'hivern             |
| Sergi Pérez Eric Navarro Roger Padilla   | El camí més llarg per tornar a casa |

### Millor protagonista femenina
| Actriu            | Pel·lícula     |
| ----------------- | -------------- |
| Laia Costa        | Victoria       |
| Inma Cuesta       | La novia       |
| Natalia de Molina | Techo y comida |
| Nora Navas        | L'adopció      |

### Millor protagonista masculí
| Actor            | Pel·lícula                          |
| ---------------- | ----------------------------------- |
| Ricardo Darín    | Truman                              |
| Borja Espinosa   | El camí més llarg per tornar a casa |
| Francesc Garrido | L'adopció                           |
| Sergi López      | Un dia perfecte per volar           |

### Millor pel·lícula documental
| Pel·lícula                                  | Direcció                    |
| ------------------------------------------- | --------------------------- |
| Game Over                                   | Alba Sotorra                |
| Gabo, la creación de Gabriel García Márquez | Justin Webster              |
| La Granja del Pas                           | Sílvia Munt                 |
| Un día vi 10.000 elefantes                  | Alex Guimerà i Juan Pajares |

### Millor pel·lícula d'animació
| Pel·lícula        | Direcció     |
| ----------------- | ------------ |
| Atrapa la bandera | Enrique Gato |

### Millor pel·lícula per a televisió
| Pel·lícula                             | Direcció              |
| -------------------------------------- | --------------------- |
| 13 dies d'octubre                      | Carlos Marques-Marcet |
| El Cafè de la Marina                   | Sílvia Munt           |
| El mètode Grönholm                     | Enric Folch           |
| Les nenes no haurien de jugar a futbol | Sònia Sánchez         |

### Millor pel·lícula europea
| Pel·lícula               | Direcció        |
| ------------------------ | --------------- |
| Mandarines               | Zaza Urushadze  |
| Orgull                   | Matthew Warchus |
| Els núvols de Sils Maria | Olivier Assayas |
| Força major              | Ruben Östlund   |

### Millor actriu secundària
| Actriu         | Pel·lícula              |
| -------------- | ----------------------- |
| Dolores Fonzi  | Truman                  |
| Aina Clotet    | Barcelona, nit d'hivern |
| Clara Segura   | Barcelona, nit d'hivern |
| Rossy de Palma | Anacleto: Agent secret  |

### Millor actor secundari
| Actor          | Pel·lícula             |
| -------------- | ---------------------- |
| Javier Cámara  | Truman                 |
| Andrés Herrera | Vulcania               |
| Berto Romero   | Anacleto: Agent secret |
| Quim Gutiérrez | Anacleto: Agent secret |

### Millor fotografia
| Director de fotografia | Pel·lícula             |
| ---------------------- | ---------------------- |
| Josep Maria Civit      | El Rey de La Habana    |
| Andreu Rebés           | Truman                 |
| Arnau Valls Colomer    | Anacleto: Agent secret |
| Xavi Giménez           | Palmeras en la nieve   |

### Millor música original
| Compositor      | Pel·lícula              |
| --------------- | ----------------------- |
| Joan Valent     | El Rey de La Habana     |
| Joan Dausà      | Barcelona, nit d'hivern |
| Nico Cota       | Truman                  |
| Xavier Capellas | L'adopció               |

### Millor muntatge
| Muntador          | Pel·lícula                          |
| ----------------- | ----------------------------------- |
| Raúl Román        | El Rey de La Habana                 |
| Alberto de Toro   | Anacleto: Agent secret              |
| Alberto Gutiérrez | Barcelona, nit d'hivern             |
| Liana Artigal     | El camí més llarg per tornar a casa |

### Millor direcció artística
| Direcció artística | Pel·lícula             |
| ------------------ | ---------------------- |
| Balter Gallart     | Anacleto: Agent secret |
| Alain Bainée       | Ningú no vol la nit    |
| Alain Ortiz        | El Rey de La Habana    |
| Irene Montcada     | Truman                 |

### Millors efectes visuals
| Candidats                         | Pel·lícula             |
| --------------------------------- | ---------------------- |
| Lluís Castells i Lluís Rivera     | Anacleto: Agent secret |
| Àlex Villagrasa i Raúl Romanillos | Palmeras en la nieve   |
| Bernat Aragonés                   | Ningú no vol la nit    |
| Bernat Aragonés i Lluís Rivera    | El Rey de La Habana    |

### Millor so
| Candidats                                              | Pel·lícula             |
| ------------------------------------------------------ | ---------------------- |
| Oriol Tarragó, Sergio Bürmann i Marc Orts              | Anacleto: Agent secret |
| Fernando Novillo, Franklin Hernández i Ricard Galceran | El Rey de La Habana    |
| Jesica Suarez i Albert Gay                             | Truman                 |
| Oriol Tarragó i Marc Orts                              | Atrapa la bandera      |

### Millor curtmetratge
| Curtmetratge | Direcció                |
| ------------ | ----------------------- |
| El Adiós     | Clara Roquet            |
| Nada S.A.    | Caye Casas Albert Pintó |
| No me quites | Laura Jou               |
| Zero         | David Victori           |

### Millor vestuari
| Candidats                     | Pel·lícula             |
| ----------------------------- | ---------------------- |
| María Gil i Sonia Segura      | El Rey de La Habana    |
| Arantxa Ezquerro i Miriam Doz | La novia               |
| Cristina Rodríguez            | Anacleto: Agent secret |
| Loles García Galeán           | Palmeras en la nieve   |

### Millor maquillatge i perruqueria
| Maquillador                                  | Pel·lícula             |
| -------------------------------------------- | ---------------------- |
| Pablo Perona, Sylvie Imbert i Paco Rodríguez | Ningú no vol la nit    |
| Ainhoa Eskisabel                             | El Rey de La Habana    |
| Eli Adánez i Sergio Pérez                    | Anacleto: Agent secret |
| Esther Guillem i Pilar Guillem               | La novia               |

### Millor direcció de producció
| Direcció de producció       | Pel·lícula             |
| --------------------------- | ---------------------- |
| Josep Amorós                | Anacleto: Agent secret |
| Isidro Terraza              | Truman                 |
| Josep Amorós i Carla Jovine | El Rey de La Habana    |
| Toni Novella                | Palmeras en la nieve   |

## Resum de premis
| Pel·lícula                          | Nominacions | Premis |
| ----------------------------------- | ----------- | ------ |
| El rey de la Habana                 | 12          | 4      |
| Anacleto: Agent Secret              | 12          | 4      |
| Truman                              | 11          | 6      |
| Barcelona, nit d'hivern             | 7           | 0      |
| El camí més llarg per tornar a casa | 5           | 1      |
| Palmeras en la nieve                | 4           | 0      |
| La novia                            | 4           | 0      |
| L'adopció                           | 4           | 0      |
| Ningú no vol la nit                 | 3           | 1      |